# Basilica di San Lorenzo (Florenz)
Koordinaten: 43° 46′ 29,6″ N, 11° 15′ 13,9″ O

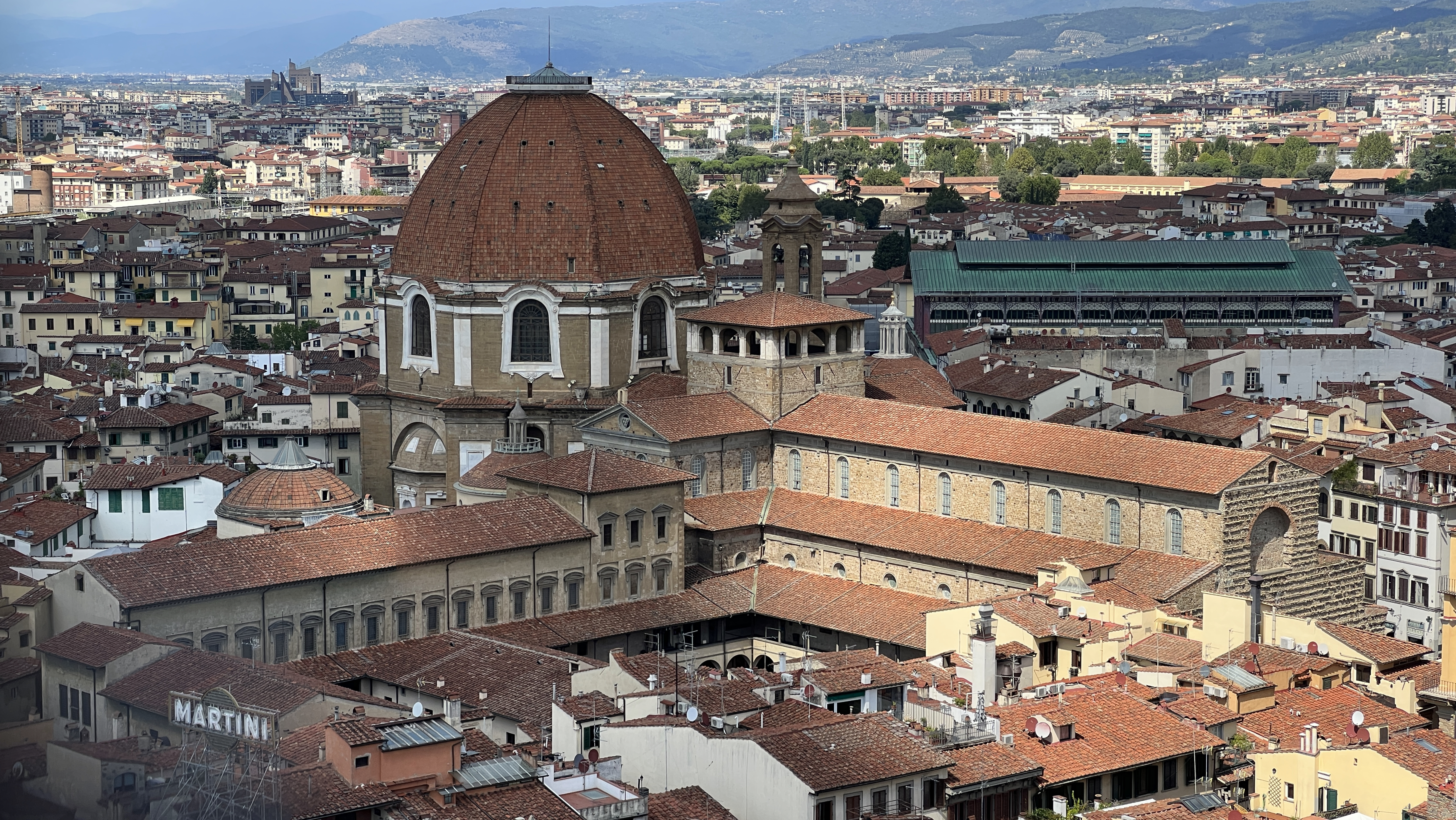
Gesamtansicht mit Kreuzgang, Bibliothek und der Kuppel der Fürstenkapelle (2022)

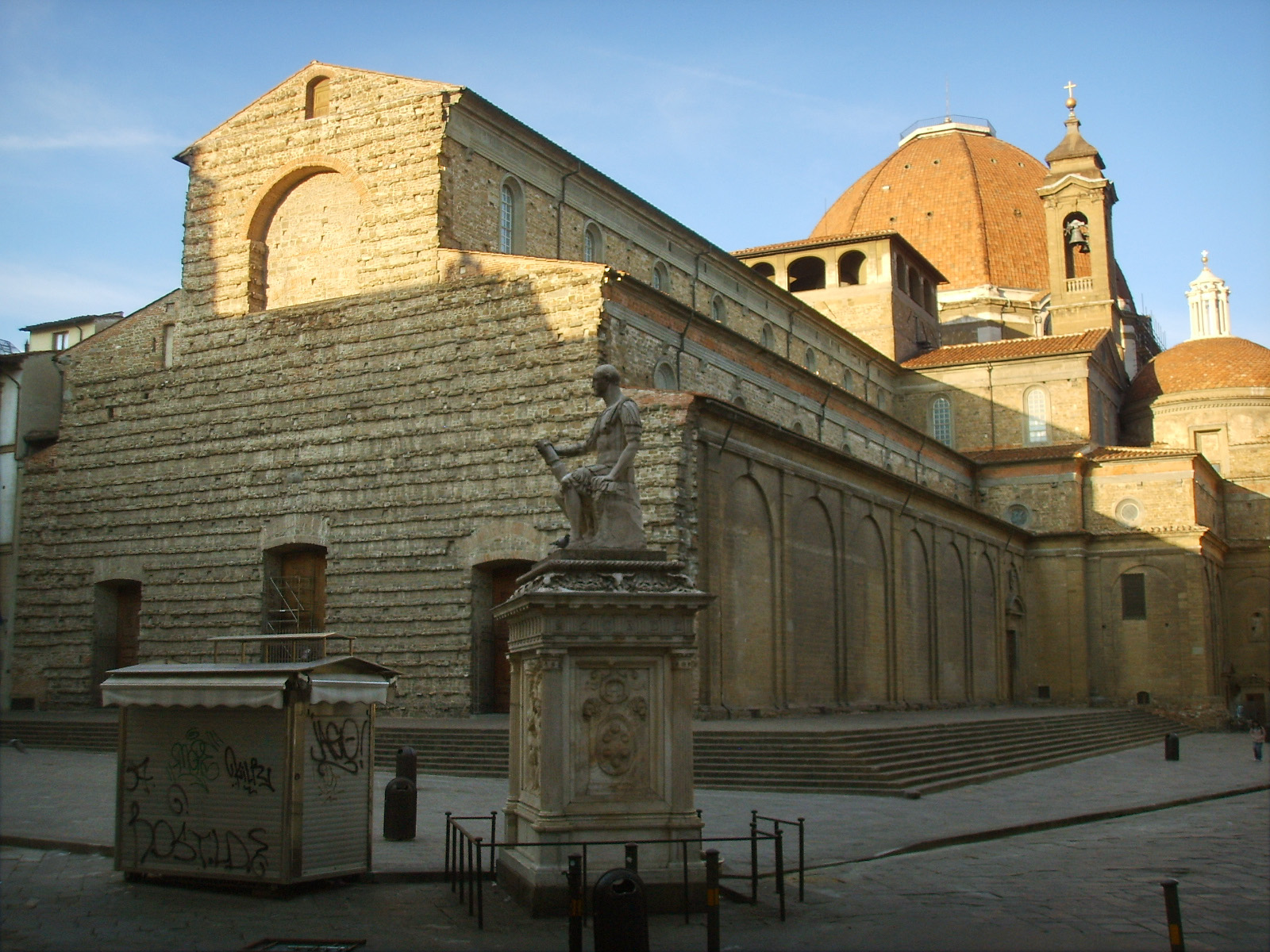
Außenansicht von der Piazza San Lorenzo

Die Basilica di San Lorenzo ist eine dem heiligen Laurentius von Rom geweihte Pfarrkirche in Florenz. Sie ist eine der wichtigsten und mit dem Weihejahr 393 auch eine der ältesten Kirchen von Florenz. San Lorenzo war dreihundert Jahre die Bischofskirche von Florenz, bis Santa Reparata, heute Santa Maria del Fiore, zur Kathedrale bestimmt wurde. Sie trägt den Titel einer Basilica minor.
Der heutige Bau aus dem 15. Jahrhundert wurde in wesentlichen Teilen von Cosimo de’ Medici gestiftet und von Filippo Brunelleschi entworfen. Es gilt als Hauptwerk der Architektur der Frührenaissance. Die Kirche bildet den Kern eines Komplexes, der einige der bedeutendsten Baudenkmäler der Renaissance beherbergt: die 1421 begonnene Alte Sakristei von Brunelleschi sowie die Neue Sakristei und die Biblioteca Laurenziana von Michelangelo.
In der Kirche und den Sakristeien befinden sich die Gräber von Mitgliedern der Medici-Familie; im Westen schließt die Fürstenkapelle, die im frühen 17. Jahrhundert errichtete Grabkapelle der Medici-Herzöge, an den Chorbereich der Kirche an.

## Übersicht

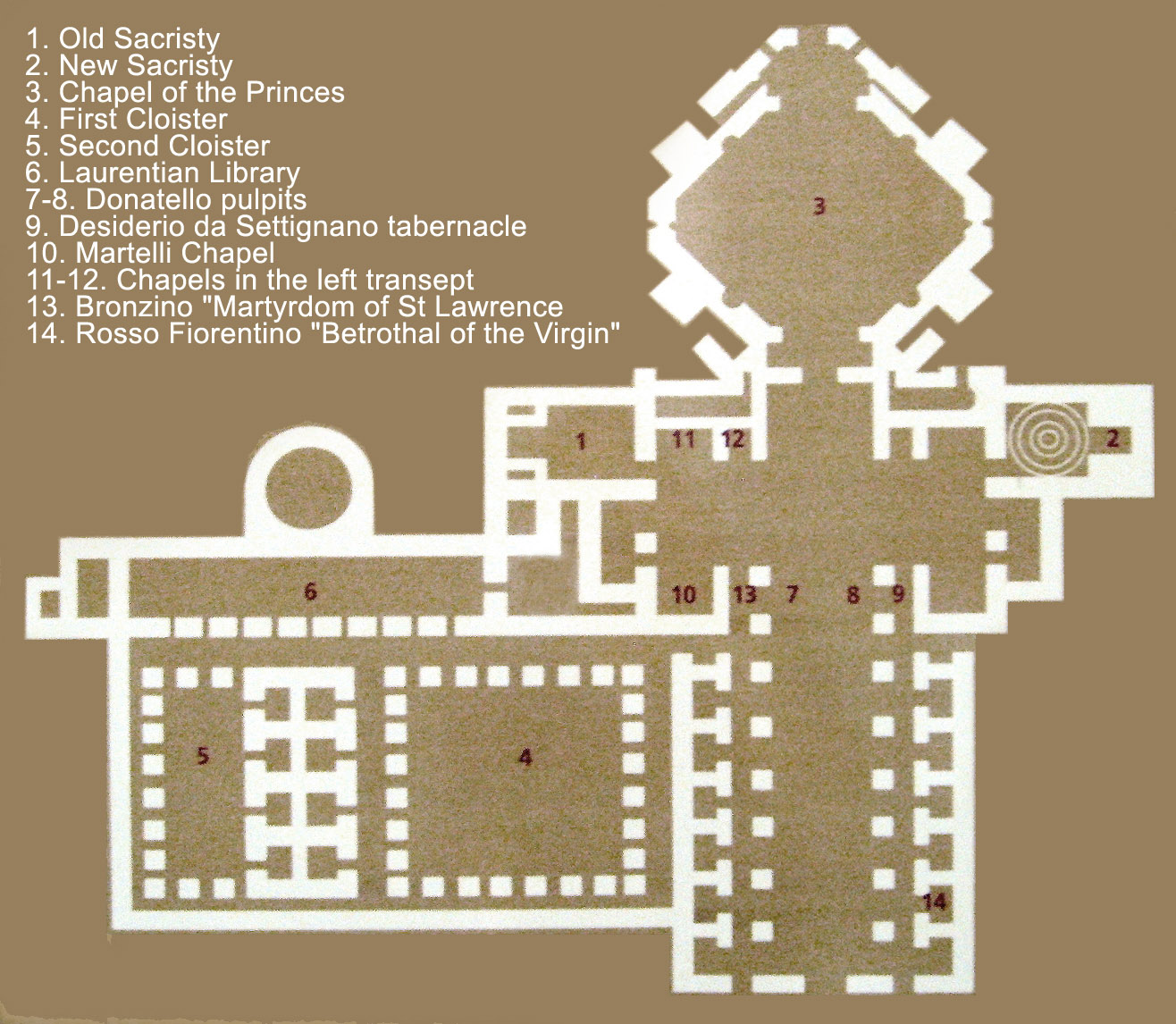
Schematischer Plan der Kirche: 1. Alte Sakristei, 2. Neue Sakristei, 3. Fürstenkapelle, 4. Erster Kreuzgang, 5. Zweiter Kreuzgang, 6. Biblioteca Laurenziana

San Lorenzo liegt leicht nördlich des rasterartig angelegten Altstadtkerns. Schräg gegenüber des Ostportals der Kirche befindet sich der Palazzo Medici Riccardi und 200 Meter südöstlich der Basilika der Dom.
Während der Komplex aus Basilika, Kreuzgängen und weiteren Gebäuden im Süden direkt an die umliegende Wohnbebauung angrenzt, existiert im Norden und Osten ein L-förmiger Platz um die Basilika, die Piazza San Lorenzo. Westlich der Basilika verläuft die Via del Canto de’ Nelli, die im Südwesten auf die kleine Piazza Madonna degli Aldobrandini stößt.
Die Basilika mit ihren zugehörigen Gebäuden bildet einen umfassenden Komplex aus mehreren Epochen, überwiegend aus dem 15.–17. Jahrhundert. Die wichtigsten architektonischen Strukturen des Komplexes sind:
- die eigentliche Basilika, entworfen von Filippo Brunelleschi (posthum vollendet), erbaut 1421 bis nach 1482
- Alte Sakristei, entworfen von Filippo Brunelleschi, erbaut 1422–28
- Erster Kreuzgang, entworfen von Antonio Manetti Ciaccheri, 1457–61[2]
- Neue Sakristei, entworfen von Michelangelo, erbaut 1520–34
- Biblioteca Laurenziana, entworfen von Michelangelo, erbaut 1559–68
- Fürstenkapelle, entworfen von Matteo Nigetti, Bernardo Buontalenti, erbaut 1605.

## Baugeschichte

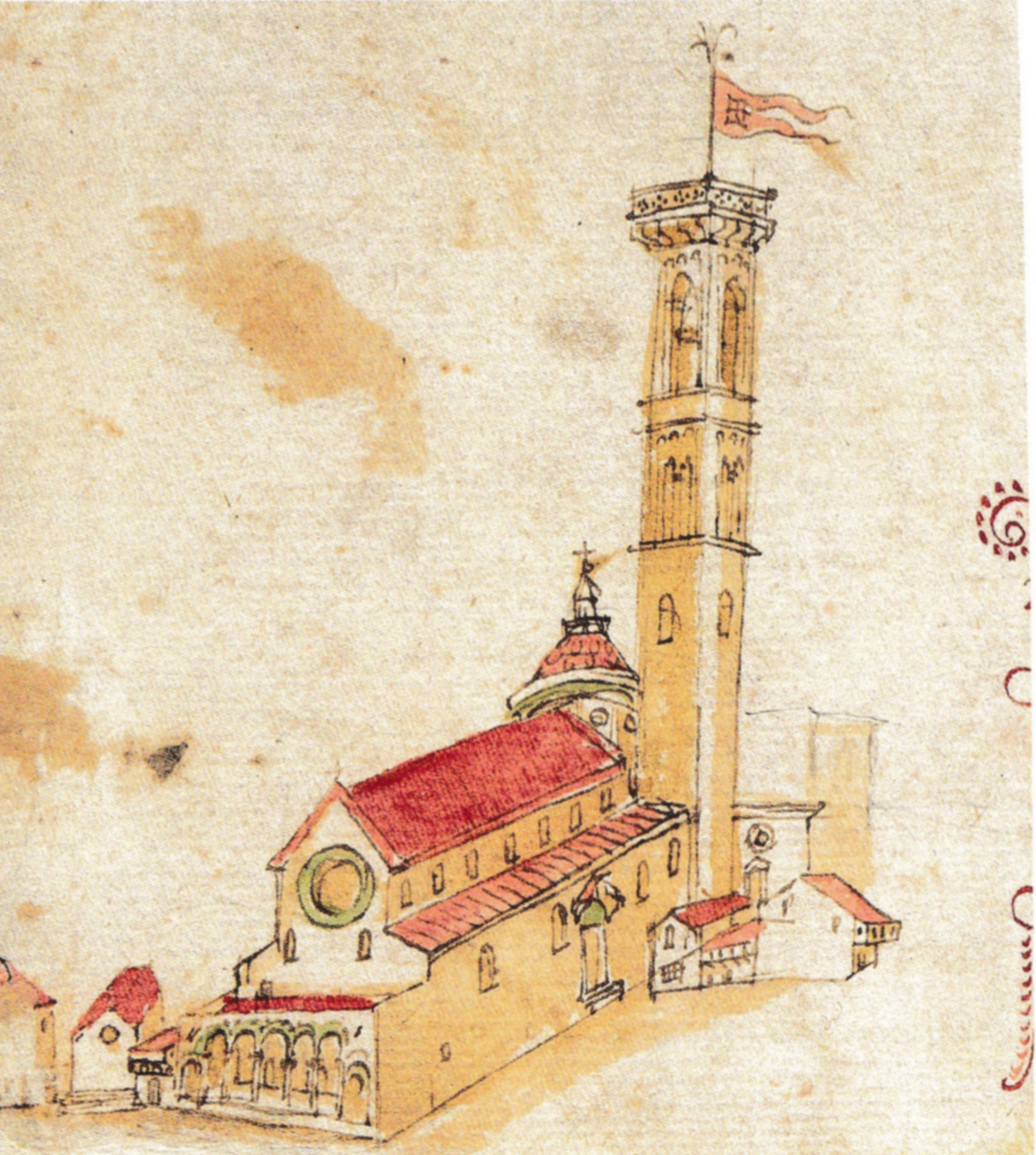
San Lorenzo um 1450 mit alter Fassade und Campanile, daneben die Kuppel der Sakristei Brunelleschis

Der Vorgängerbau der heutigen Kirche, Alt-San Lorenzo, war ein um 1060 errichtetes Gebäude der Proto-Renaissance.
Planungen zum Ausbau der alten Kirche gab es bereits seit 1384, sie wurden ab 1416 jedoch erst konkreter. Im Dezember 1418 wurde durch die Signoria ein Gesuch des Kapitels genehmigt, Gebäude westlich der Alten Kirche zu enteignen und die Gebäude abzureißen, um einen größeren Kirchenbau zu ermöglichen. Möglicherweise ist der Signoria schon der Plan Brunelleschis vorgelegt worden. Bereits 1419 soll nach den Erinnerungen des Priors Benedetto Schiattesi mit dem Bau auf dem freigewordenen Gelände westlich der alten Kirche begonnen worden sein, wahrscheinlicher ist jedoch erst ein Baubeginn 1421, da eine feierliche Fundamentaushebung am Laurentiustag, dem 10. August 1421 urkundlich belegt ist und Abrissarbeiten noch 1422/23 stattfanden.
Ebenfalls nach Schiattesi soll es 1425 zu einer Unterbrechung der Bauarbeiten gekommen sein, da dem Kapitel wegen Kriegsabgaben die notwendigen Gelder zum Weiterbau fehlten. Einzig an der von Giovanni di Bicci de’ Medici gestifteten Sakristei (heute als „Alte Sakristei“ bezeichnet) und der östlich angrenzenden Cosmas- und Damian-Kapelle des gleichen Stifters wurde weitergebaut und 1428 fertiggestellt.
Im August 1442 verpflichtete sich dann schließlich Cosimo de’ Medici im Zusammenschluss mit weiteren Wohlhabenden der Pfarrei, binnen sechs Jahren die „Cappella Maggiore, die Vierung und drei Joche des Langhauses bis zum alten Hochaltar“ errichten zu lassen. Kurz vor 1457 wurde die Vierungskuppel errichtet und 1461 war schließlich das Querhaus fertiggestellt. Cosimo allein finanzierte dann zwischen 1457 und 1461 die Errichtung des neuen Kanonikerhauses südlich des Kirchengebäudes. Der neue Altar im Querschiff wurde schließlich am 9. August 1461 geweiht.
Ob Brunelleschi von Anfang an für die Neubauarbeiten als Architekt vorgesehen war oder anfangs nur für die Sakristei, ist umstritten. Manche Forscher argumentieren, dass der Prior Matteo Dolfini († 1422) bereits Pläne für den Neubau vorgelegt habe, die von Brunelleschi teilweise übernommen worden seien. Kernpunkt dieses Streits in der Forschung ist die Frage nach den Gründen des mittelalterlichen Proportionssystems, welches San Lorenzo zugrunde liegt. Dieses könnte entweder darauf zurückgehen, dass ursprünglich nur eine westliche Erweiterung von Alt San Lorenzo geplant war und man sich daher an den Altbau anpasste oder dass bereits realisierte Abschnitte des Baus nach Entwürfen Dolfinis integriert werden mussten, die dieses Proportionssystem aufwiesen.
Für April 1463 sind Bauarbeiten an den südlichen Langhauskapellen bezeugt, die im April 1465 im Rohbau fertiggestellt worden sind. Kurz nach 1465 wurde Alt San Lorenzo abgerissen und das eigentliche Langhaus begonnen. Wann das Langhaus fertiggestellt wurde, ist nicht bekannt, es muss aber nach 1481/82 gewesen sein, da nachweislich erst zu diesem Zeitpunkt der alte Campanile abgerissen wurde, der dem Neubau im Weg stand.
Ab 1519 wurde die Neue Sakristei nach Plänen Michelangelos errichtet. Das Bauwerk war 1525 so weit vollendet, dass die Spitze der Laterne angebracht werden konnte, die Arbeiten am Skulpturenprogramm zogen sich mit Unterbrechungen jedoch bis 1534 hin und wurden letztlich nie vollendet.
Michelangelo plante auch eine Hauptfassade, die jedoch nicht realisiert wurde, so dass bis heute die Westfassade ihr rohes Backsteinmauerwerk zeigt.
Ab 1605 wurde die Fürstenkapelle (Cappella dei Principi) durch Matteo Nigetti und den mediceischen Hausarchitekten Bernardo Buontalenti westlich des Chores errichtet.
1740 wurde der Campanile gebaut.

## Architektur

### Beschreibung
San Lorenzo ist eine gewestete dreischiffige Basilika. Das achtjochige Langhaus ist vom Eingang im Osten aus mit zwölf Seitenkapellen versehen, die allerdings kaum tiefer sind als ihre Altäre. Statt einer weiteren Kapelle schließt am Joch vor dem Querschiff beiderseits ein Vorraum zu den Seiteneingängen an. Das Querhaus ist von acht Kapellen und den beiden Sakristeien umgeben. Beiderseits des Chors befinden sich je zwei Kapellen, der äußeren gegenüber liegt eine weitere Kapelle gleicher Größe. Im Süden ist es die Familienkapelle der Martelli, deren Altar mit einer Verkündigung Fra Filippo Lippis (1445) geschmückt ist. Auf der Wand schiffseits freskierte Bronzino ganzflächig das Martyrium des Kirchenpatrons Sankt Laurenz (1565–1568). An der entsprechenden Wand im Norden fällt Desiderio da Settignanos Tabernakel (Pala del Sacramento, um 1490–1510) relativ klein aus.
Ebenso symmetrisch schließen die größten Kapellen an, die nur durch einen Mauervorsprung und eine Säule vom Querhaus getrennt sind. Die im südlichen Querhaus gehörte den Medici, was mit dem Sarkophag im Durchbruch zur Alten Sakristei betont wird, die sich nach Westen hin anschließt. Sie ist der älteste Teil des Neubaus, der von den Medici initiiert und finanziert wurde und der einzige, dem nachweislich weitgehend Brunelleschis Planungen zugrunde liegen. Die Neue Sakristei wurde von Michelangelo im Norden mit entsprechendem Grundriss gestaltet. Die Sakristeien haben (im Gegensatz zu den Kapellen) eigene Türen. Über eine hochgestufte Ebene – und Marmorbalustraden bei den Kapellen – werden die Bereiche und der Hauptaltar zusätzlich vom Schiff getrennt.
Südöstlich der Alten Sakristei und der offenen Querhauskapelle grenzt Michelangelos Treppenhaus zu der, auch von ihm entworfenen Biblioteca Laurenziana, dessen schmaler Baukörper sich südlich erstreckt. Zwei Kreuzgänge werden durch die Bibliothek und die südlichen Langhauskapellen begrenzt.
Die überkuppelte Vierung schließlich wird im Westen nicht durch die Chorapsis abgeschlossen, sondern wurde zu Anfang des 17. Jahrhunderts zum massigen oktogonalen Baukörper der Fürstenkapelle hin durchbrochen, der etwa so breit wie das Querhaus ist, doch mit seiner immensen Kuppel sogar den Campanile überragt und die ganze Anlage dominiert.

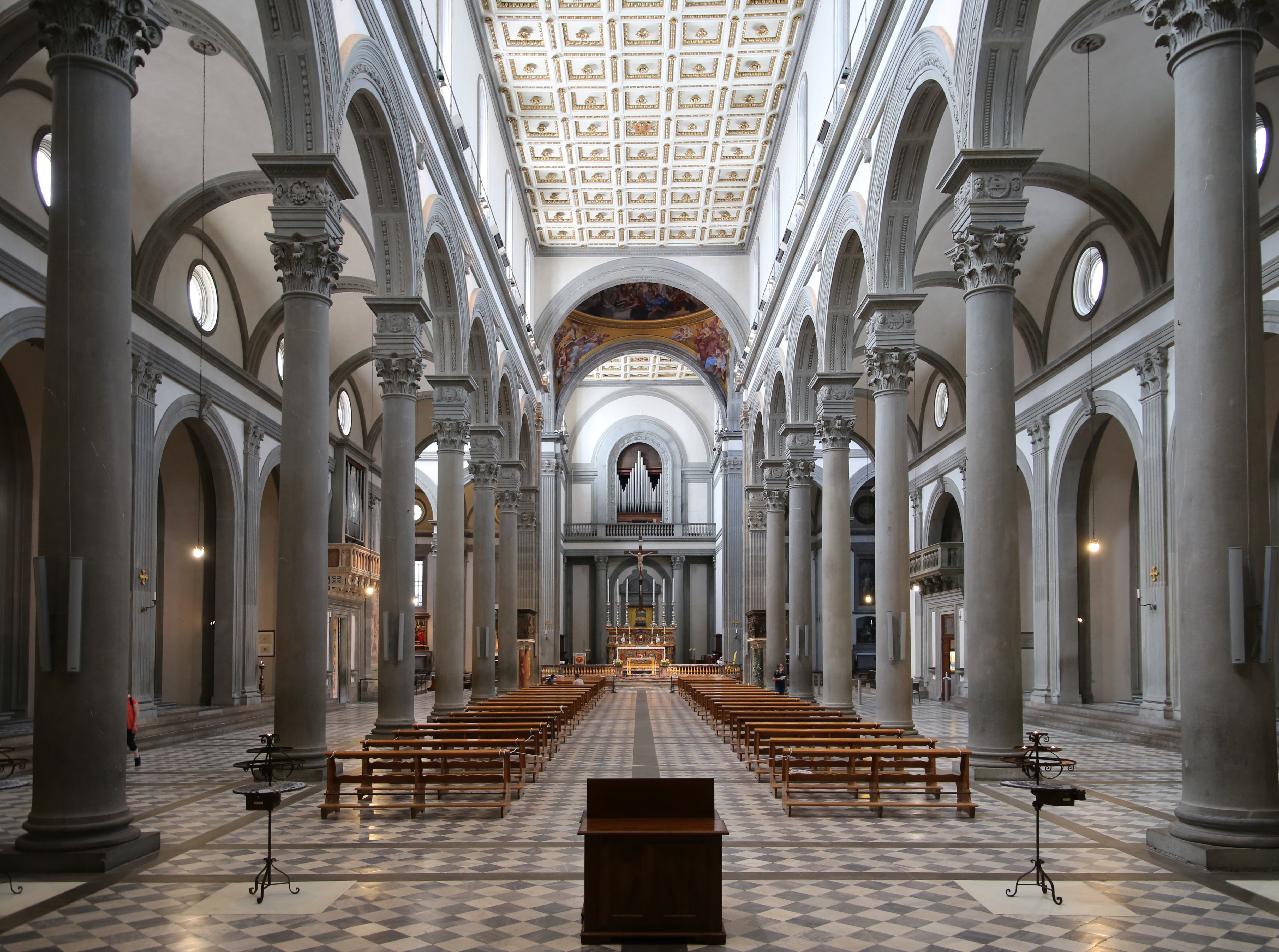
Innenansicht mit Blick nach Westen auf den Hochaltar

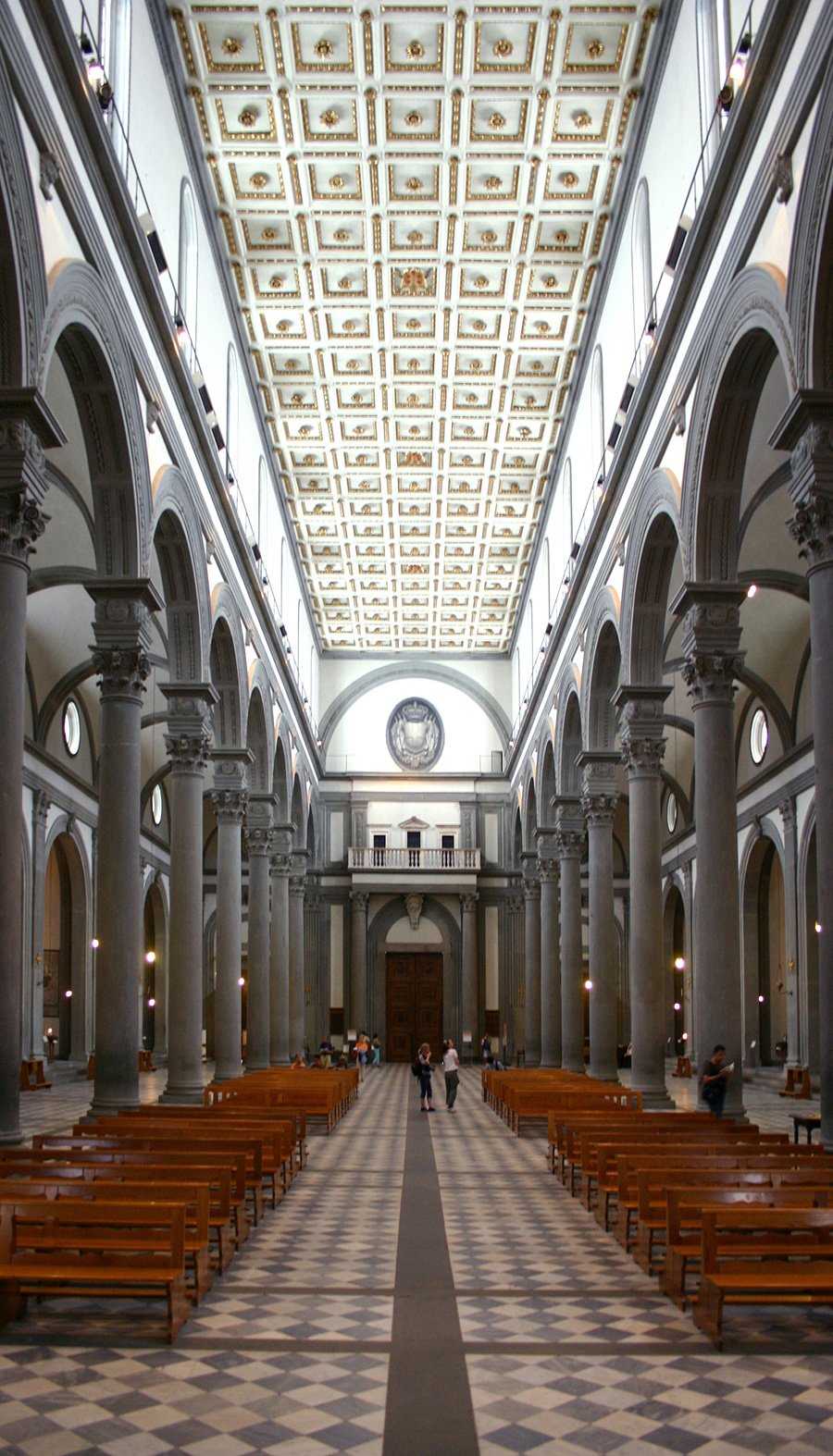
Innenansicht mit Blick auf den Haupteingang im Osten

### Der Innenraum – Brunelleschi und die Zentralperspektive
Die Medici hatten um 1418 noch einen gotischen Bau geplant, als Brunelleschi die Bauleitung übernahm. Brunelleschi änderte an diesem Plan bis 1421 praktisch alles und begann gänzlich neu. Es war eine schlagartige Entscheidung für einen neuen Baustil.
Der Innenraum ist ein hervorragendes Beispiel für die Architektur der Frührenaissance in einem traditionellen längsgerichteten Gebäude. Hier wurde zum ersten Mal Brunelleschis neuartige Konzeption von einem an der Linearperspektive orientierten Raum verwirklicht, der durch Fluchtlinien bestimmt ist – Brunelleschi war mit dem Mathematiker Manetti und anderen der Erfinder der wissenschaftlichen Zentralperspektive.
Vor Brunelleschi hatte man sich in solchen Fällen verschiedener Kunstgriffe bedient, um in Gemälden und Zeichnungen Entfernungen zu suggerieren. Brunelleschi aber erarbeitete ein System, mit dessen Hilfe Raum auf exakt messbare Weise darzustellen war. Er beobachtete, dass parallele Linien, die auf einen Betrachter zulaufen, in der Ferne in einem gemeinsamen Punkt zu konvergieren scheinen. Ins Bild übertragen erzeugen solche Fluchtlinien (Orthogonale), die in der Tiefe des Bildes in einem Fluchtpunkt zusammenlaufen, eine überzeugende räumliche Wirkung.
Hier wird die Abkehr von der mittelalterlichen Architektur und die Opposition gegen die deutsch-französischen Einflüsse der Gotik besonders deutlich, die bestimmt war von einem ekstatischen Streben nach Höhe und dramatischer Wirkung. Man orientierte sich an dem, was in der humanistischen Literatur als das „menschliche Maß“ (misura dell'uomo) bezeichnet wurde und von antiken Schriften inspiriert war und im Vitruvianischen Menschen Leonardos zum Symbol geworden ist. (Beim Bau der Domkuppel war es Brunelleschi noch nicht möglich, solche Prinzipien zu verwirklichen, Idee und Grundmaße standen bereits fest, die Auftraggeber waren konservativer, die Umsetzung in erster Linie eine technische Herausforderung.)
Als erstes fällt auf, dass Brunelleschi strenge, klare geometrische Formen bevorzugte, um die Linearperspektive zu betonen. Ein Gestaltungsmittel dazu war das Prinzip der Reihung gleicher Elemente. Da vor allem die Säulen Träger dieses Prinzips sind, stehen sie sehr frei und offen zwischen Haupt- und Seitenschiff, sind also als Einzelelemente deutlich hervorgehoben.
Entsprechend werden die Wände der Seitenschiffe durch Pilaster gegliedert. Die Kirchenschiffe sind durch regelmäßige, große Rundbögen voneinander getrennt, nicht wie in der Gotik mit den weniger harmonischen Spitzbögen. Der ganze Raum verzichtet auf eine Steigerung nach oben und bevorzugt eine ruhige, klassische Lagerung mit starker Betonung von waagerechten Elementen – wie dem Gebälk, das als durchgehende Linie über den Arkaden des Mittelschiffes und über den Pilastern der Seitenschiffe liegt und in der Kassettendecke (statt eines Rippengewölbes) eine Parallele hat.
Die senkrechten Bauglieder sind in exakt berechneter Proportion und Perspektive hintereinander gesetzt. Dieses rationale Ordnungsprinzip lässt die verbleibenden Wandflächen weiß und ungestaltet. Sie werden nicht mehr, wie im Mittelalter, für Malereien genutzt, das würde das Erleben der Perspektive nur stören. Das, was an Dekoration aufgetragen wird, ist kein eigenständiges Bildprogramm, sondern „gemalte Architektur“, unterstreicht also das Grundkonzept des Raumes zusätzlich.
Die Kirchenschiffe sind durch weite Bogenstellungen miteinander verbunden. Das waren sie in den italienischen gotischen Bauten auch vorher schon, beispielsweise beim Florentiner Dom. Aber in San Lorenzo ist der Eindruck des Einheitsraumes noch stärker als im Dom 30 Jahre zuvor. Das Licht ist hell und klar und nicht schummrig-mystisch wie älteren Kirchengebäuden häufig.
Es ist in der Fachliteratur umstritten, welche Vorbilder Brunelleschi hier im Innenraum von San Lorenzo aufgegriffen hat. Es wird behauptet, er habe klassische antike Bauten vor Augen gehabt. Andererseits wird darauf verwiesen, dass der Einfluss von Bauten der toskanischen Romanik des 11. und 12. Jahrhunderts doch größer sei. Auch das gotische Raumgefühl, wie es sich in Italien entwickelt hatte, wird als denkbare Quelle genannt. Mithin werden in der Literatur für die Entstehung der Architektur Brunelleschis also alle Kunstepochen mit herangezogen, die es in Italien bis zu diesem Zeitpunkt 1420 überhaupt nur gab.
Es lassen sich für jede der angeführten Theorien Belege erbringen. Es ist unzweifelhaft, dass Brunelleschi alle Baustile gut gekannt hat und dass Elemente aus allen Bereichen umgesetzt wurden. Entscheidend ist bei Brunelleschi aber nicht das Zitat älterer Bauweisen, sondern der Entwurf einer neuen Architektur, wie sie unter dem Stichwort der Zentralperspektive in ihren entscheidenden Formen beschrieben wurde.
Gleichzeitig hatte er mit diesem Bau das Vorbild der frühchristlichen Basiliken wieder aufgegriffen. Durch diesen Innenraum weckte er das Verständnis der Künstler für die Perspektive. Ein Stil entstand, der die gesamte florentinische Architektur des Jahrhunderts lenkte und in dem „Lineal und Zirkel“ wieder ihren Platz einnahmen, um mit den Mitteln der Symmetrie und mit der gemessenen Regelmäßigkeit der Konstruktionen den Begriff geometrischer Schönheit durchzusetzen. Das Langhaus bildet ein in sich funktionierendes System, die Raumteile sind klar aufeinander bezogen. Das Verhältnis von Mittelschiff zu Seitenschiff zu Kapellentiefe ist 4:2:1. Höhe der Schiffe ist zweimal die Breite. Mathematische Grundverhältnisse bestimmen also die Ausmaße des Baues.

## Ausstattung

### Schiff und Kapellen
- Rosso Fiorentino: Hochzeit der Jungfrau in der zweiten Kapelle des Nordschiffs
- Desiderio da Settignano: Pala del Sacramento, Tabernakel im Nordschiff vor der Vierung
- Die zwei Bronzekanzeln vor der Vierung, auf schmalen Marmorsäulen mit Szenen der Passion Christi und seiner Auferstehung zählen zu den letzten Werken Donatellos am Ende der 1450er Jahre. Zum Abschluss gebracht wurden sie durch Bartolomeo Bellano, Bertoldo di Giovanni und wahrscheinlich weitere Mitarbeiter. Ob die Reliefs ursprünglich so als Kanzeln konzipiert waren, ist nicht dokumentiert. In diese Form gebracht wurden sie erst im 16. Jahrhundert.
- Bronzino: Fresko Das Martyrium des hl. Laurentius im letzten Joch des Südschiffs vor der Vierung

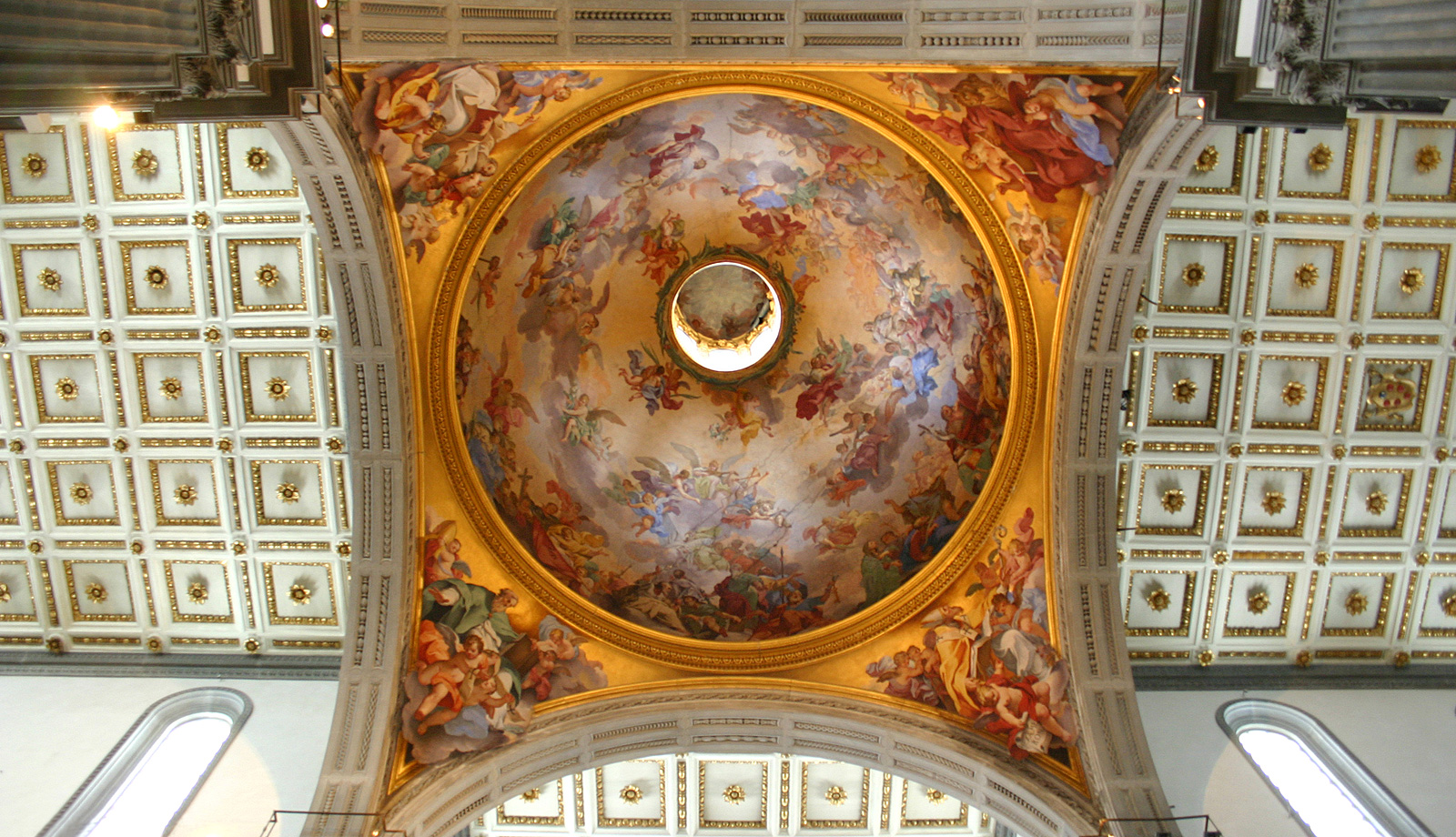
Vierungskuppel

### Querschiff
- Vincenzo Meucci: Ruhm der florentinischen Heiligen (1742), Kuppelfresko in der Vierung
- Antonio del Pollaiuolo: Kruzifix aus Kork in der Westkapelle des südlichen Querschiffs
- Filippo Lippi: Altarbild der Verkündigung in der Martelli-Kapelle im südlichen Querschiff

## Anbauten

### Kreuzgang
Der Kreuzgang wurde von Brunelleschi entworfen. Nach seinem Tod im Jahr 1446 wurde er zwischen 1457 und 1460 von seinem Schüler Antonio Manetti fertiggestellt und fungiert als Hauptkreuzgang des Gebäudekomplexes. Er verfügt über eine doppelte Loggia mit Rundbögen im unteren Stockwerk und Architraven im oberen Stockwerk und ist über die linke Seite der Fassade zugänglich. Früher befanden sich hier die Wohn- und Funktionsräume des Klosters.
An der rechten Wand des Eingangsportikus befindet sich eine Stuckmadonna mit Kind, geschaffen von Desiderio da Settignano aus dem Jahr 1513. Auf derselben Seite befinden sich zahlreiche Grabsteine. In der rechten Ecke zum Querschiff der Basilika befindet sich der Zugang zur Biblioteca Medicea Laurenziana die von Michelangelo entworfen wurde. Neben der Tür steht die Marmorstatue des Paolo Giovio, den Bischof von Nocera, gefertigt 1560 von Francesco da Sangallo. Von hier aus gelangt man auch in die Krypta, die von Bernardo Buontalenti restauriert wurde und in der sich die Gräber von Cosimo de’ Medici und Donatello befinden. Weiter hinten führt eine Tür mit Tympanon zur Kapelle des Chorherrenkapitels.

### Alte Sakristei

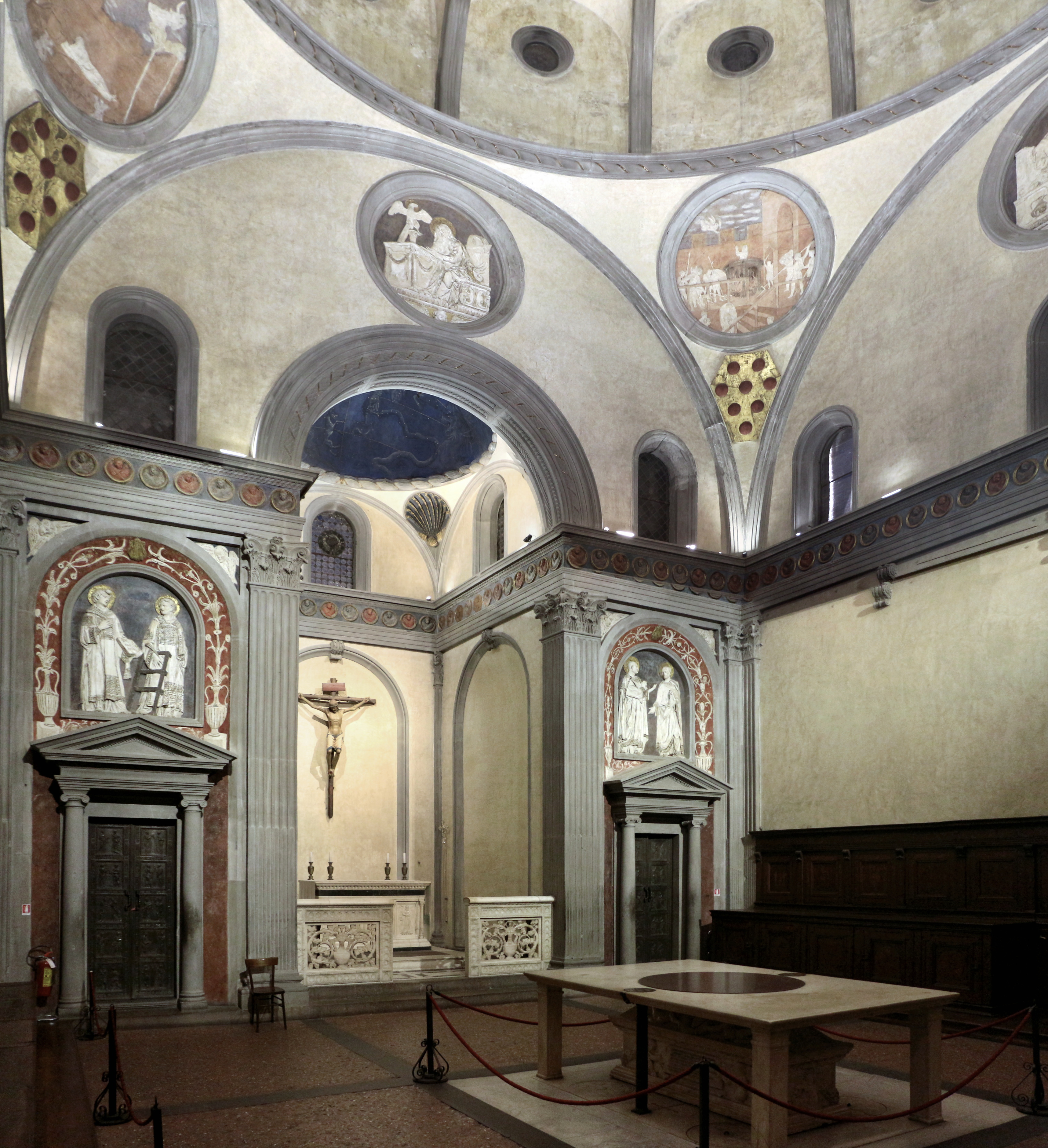
Die Sagrestia Vecchia Brunelleschis

Die 1428 vollendete „alte Sakristei“ ist der erste überkuppelte Zentralbau der Renaissance, das Gründungswerk für den Zentralbau der modernen Architektur. Der Wandschmuck und die den Altar flankierenden Bronzetüren stammen von Donatello. Die zwölfgeteilte Schirmkuppel stellt eine Sonderform dar, sie zeigt in ihrer Zahlensymbolik bereits die Möglichkeit, die im Barock zur Kuppel als dem großen Himmelsbild führt.
Wir haben hier – wie dann später im Langhaus – einen geometrisch klar gegliederten Raum, der mit wenigen Gestaltungsmitteln auskommt: Rundbögen, kannelierten Pilastern und einem Gebälk, das die Wand in zwei Zonen einteilt. Teilweise ist die weiße Wandfläche ganz ungegliedert gelassen. Die wichtigen Bauglieder sind durch klare Bänder von lokalem grauen Stein (pietra serena) nachgezeichnet, ein sehr eindrucksvolles, hier erstmals angewendetes Dekorationsprinzip.
Der älteste Teil der Renaissance-Anlage wurde von Brunelleschi (ab 1422) in Zusammenarbeit mit Donatello geschaffen, der für einen Großteil der dekorativen Ausstattung verantwortlich war. Er stellt das größte zusammenhängende Werk Donatellos dar, an dem er zwischen 1434 und 1443 arbeitete. An der Dekoration der Sakristei in gefärbtem und bemaltem Stuck wurde von oben nach unten gearbeitet, wonach der mit einem Goldband gewundene Stoff, mit dem die Auflager der Kuppeln geschmückt sind, und der Fries mit Spiritelli in kleinen Tondi vor den acht über zwei Meter großen Tondi mit den Evangelisten und den vier Szenen aus dem Leben des Evangelisten Johannes gearbeitet wurden. Neu an dem traditionellen Motiv der an ihren Schreibpulten sitzenden Evangelisten über den Bögen sind die mit ihnen verbundenen Tiere, die ihnen aktiv bei der Lektüre helfen. Zudem sind die Möbel und die Podeste mit spielerischen Spiritelli geschmückt, die antiken Vorbilder der christlichen Engel. Meist ebenso geflügelt, aber jünger, ersetzten sie, angestoßen durch Donatello, diese im Verlauf der Renaissance immer häufiger oder wurden ununterscheidbar. Die vier Johannesszenen in den Zwickeln sind elaborierte Entwürfe zentralperspektivischer Projektion, wie sie von Brunelleschi erstmals umgesetzt und damals viel diskutiert wurde. Später sind die Lünettenreliefs mit den Hl. Stephan und Lorenzo sowie Cosmas und Damian über den antikischen Türgiebeln und schließlich die bronzenen Türflügel entstanden. Über die nicht mit Brunelleschi abgesprochene Türrahmung mit den Schutzpatronen der Medici soll es, laut Brunelleschis Nachfolger und Biografen Antonio Manetti, zum Bruch zwischen den Freunden gekommen sein. Die insgesamt zwanzig Reliefs der beiden Türen zeigen Paare diskutierender Märtyrer (links) und Apostel. Filarete meinte despektierlich in seinem Architekturtrakat aus den 1460er Jahren, Donatellos Figuren sähen wie „Fechter“ aus und bezog sich damit vermeintlich auf Leon Battista Alberti, der über die angemessen würdige Darstellung heiliger Figuren sprach (moderatio). Doch über die vorbildhafte Differenziertheit des Ausdrucks jeder einzelnen Figur besteht kein Zweifel.
Der Altar, die trennende Balustrade und der zentrale Sarkophag für Giovanni di Bicci de’ Medici und seine Frau Piccarda Bueri mit einer Art Tisch darüber sind Entwürfe Brunelleschis und gehören zur Gesamtkonzeption. Ausgeführt wurden sie unter anderem von seinem Adoptivsohn Buggiano (eigtl. Andrea de Lazzaro Cavalcanti), doch die Sarkophagdekoration trägt ebenfalls die Handschrift Donatellos und wurde zumindest auch von Bildhauern seiner Werkstatt bearbeitet.
Im Gewölbe über dem kleinen Altarraum (ein Neuntel des Hauptraumes) ist eine der ersten naturgetreuen Darstellungen des Sternenhimmels zu sehen. Die Positionen von Sonne, Mondsichel und Planeten auf der skalierten Ekliptik sind derart genau wiedergegeben, dass sich das von Toscanelli dargestellte Datum, der 4. Juli 1442 um 10:40 Uhr, rekonstruieren lässt. Das Kruzifix über dem Altar stammt von Simone di Nanni Ferrucci.
Im linken Hinterraum befindet sich ein, von Donatello begonnenes und von Andrea Verrocchio ergänztes Waschbecken aus weißem Marmor (zum rituellen Gebrauch siehe Lavabo). Verrocchio schuf auch den Bronze-Sarkophag für Giovanni und Piero di Lorenzo de’ Medici im Durchbruch zur Kapelle Cosmas und Damians, die ebenso den Medici gehörte.

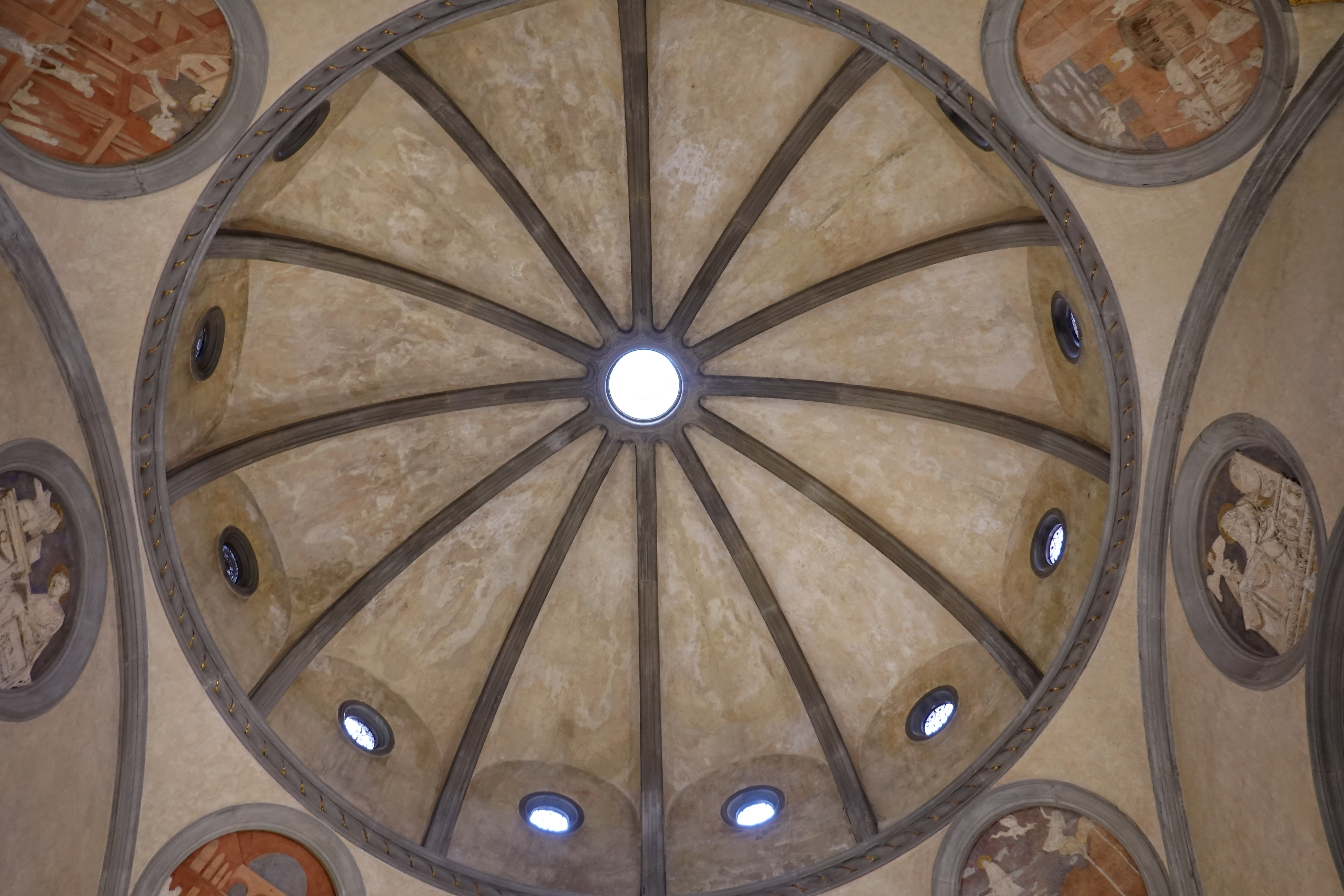
Alte Sakristei, Kuppel
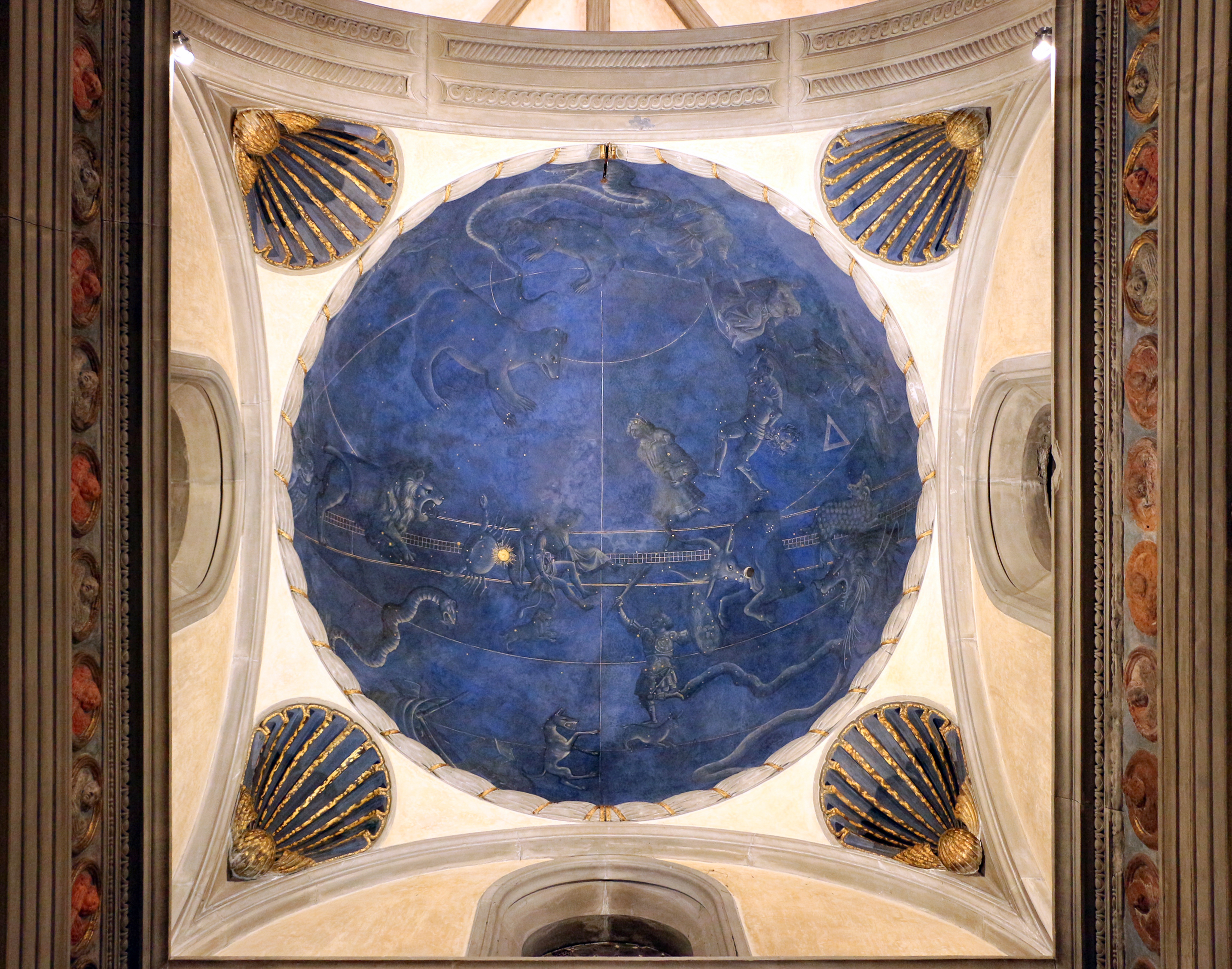
Kuppel des Altarraums der Sagrestia Vecchia mit der gemalten Sternenkonstellation
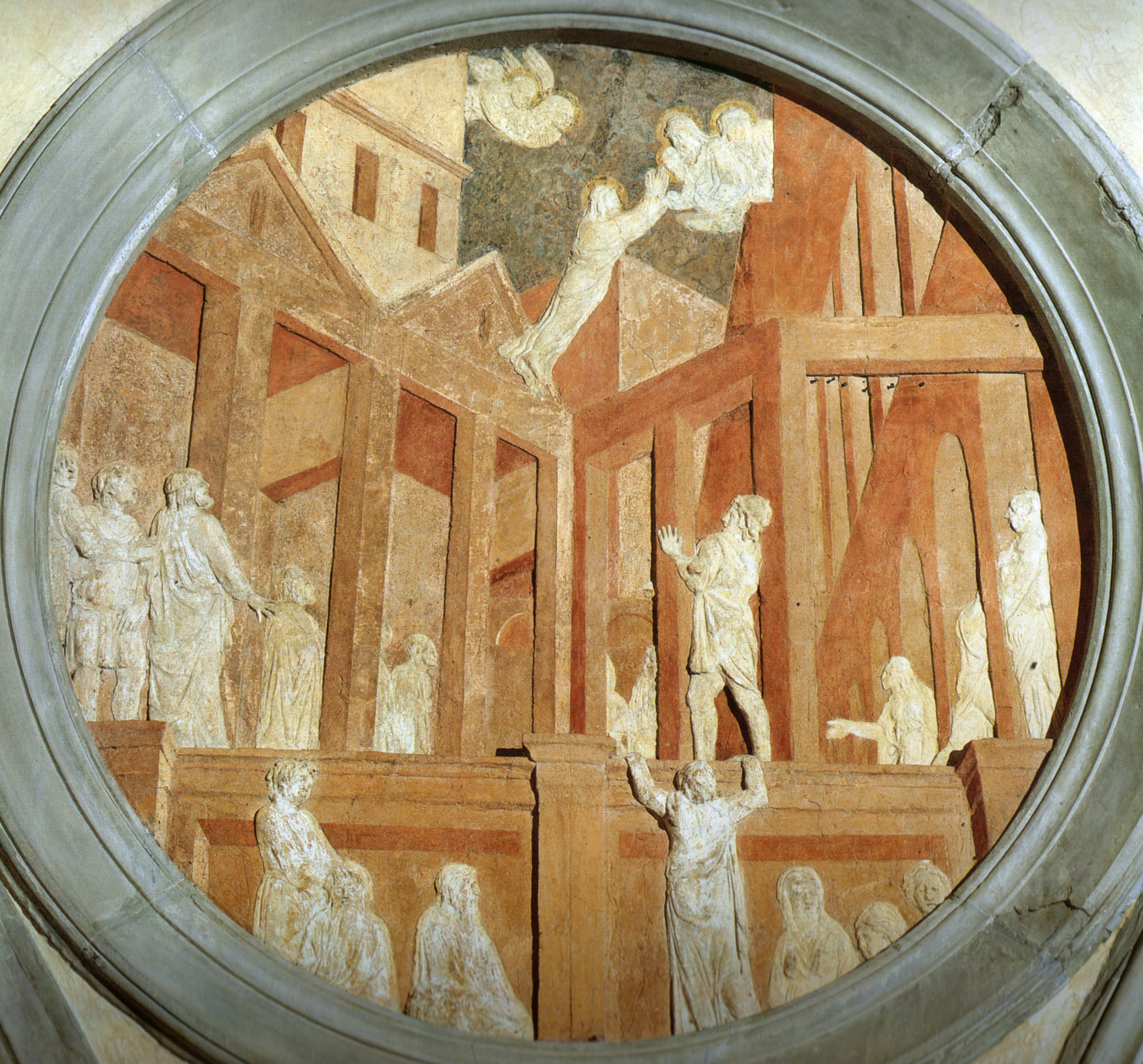
Pendentif mit Medaillon der Himmelfahrt Johannes
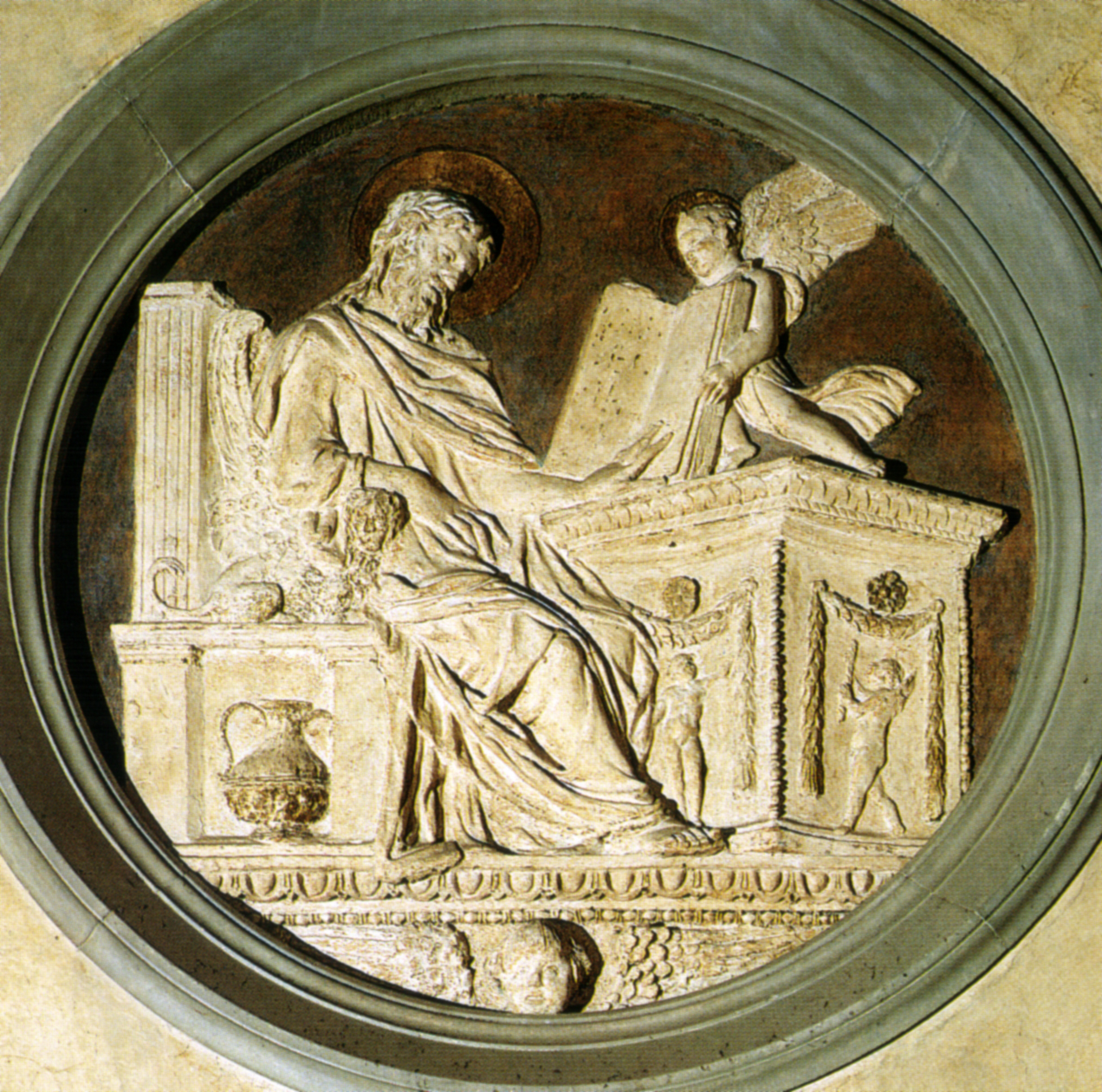
Matthäus in einem der Evangelistentondi Donatellos
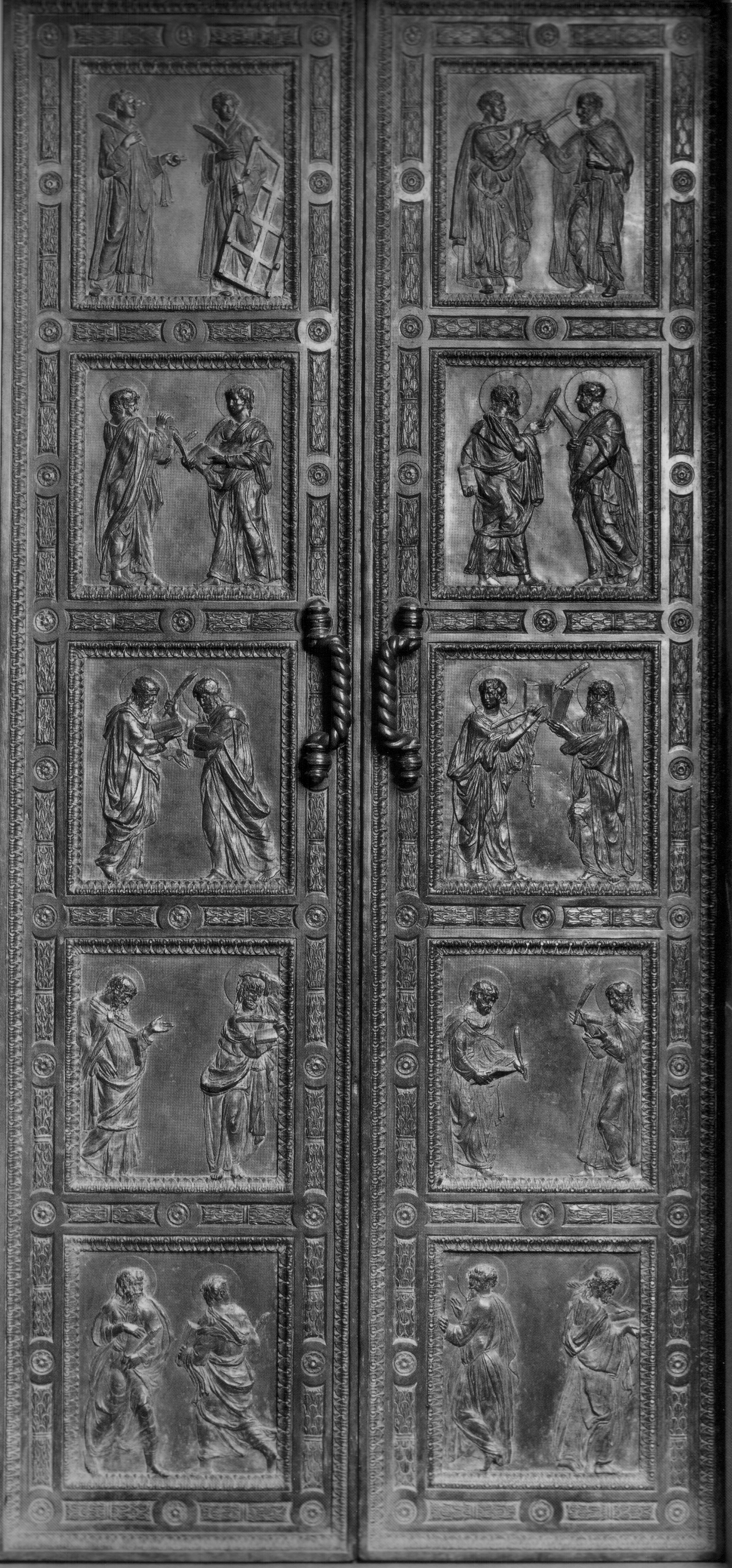
Die linke Bronzetür mit diskutierenden Märtyrern
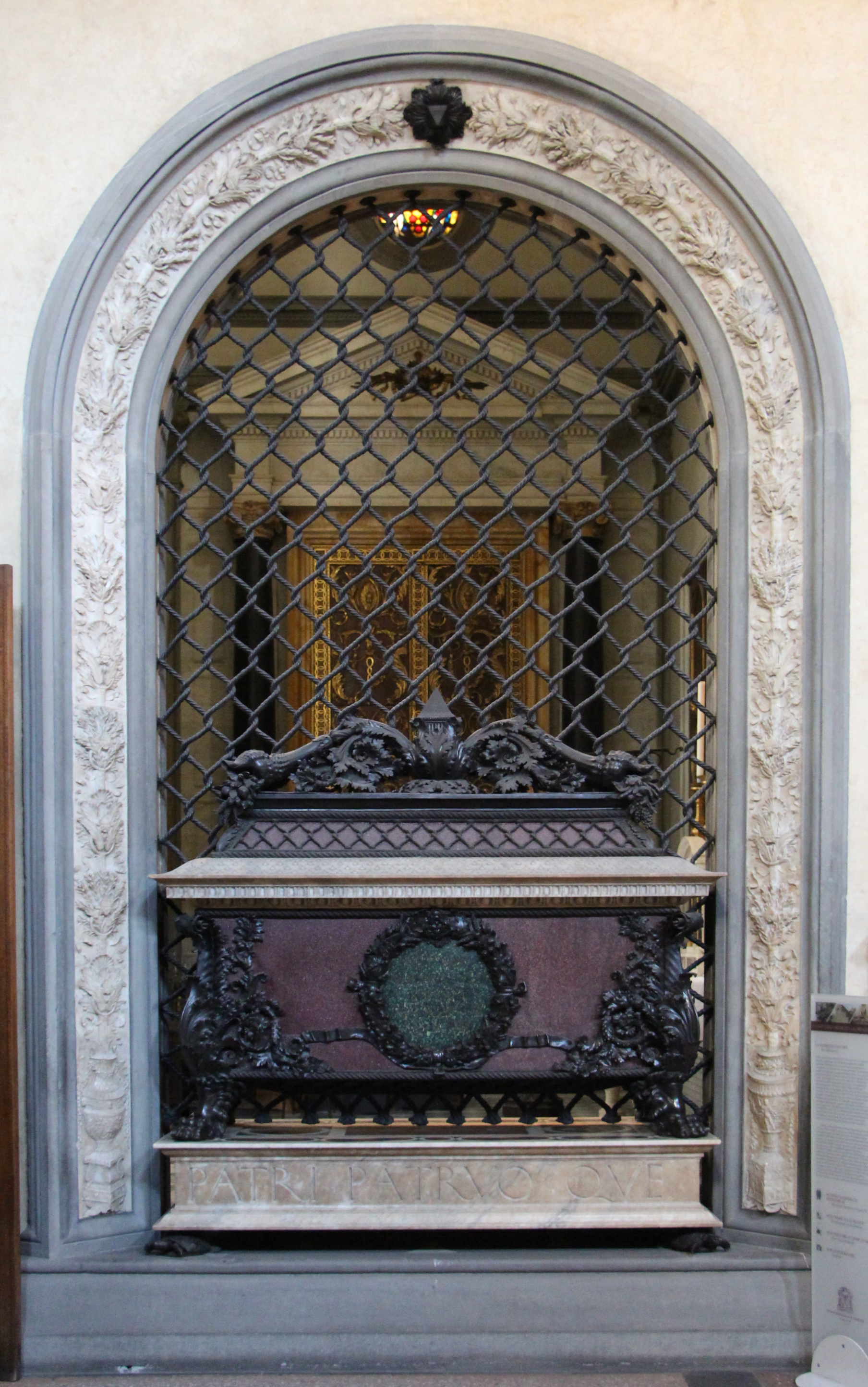
Verrocchio, Grab Pieros und Giovannis de' Medici, 1469–72

### Biblioteca Laurenziana

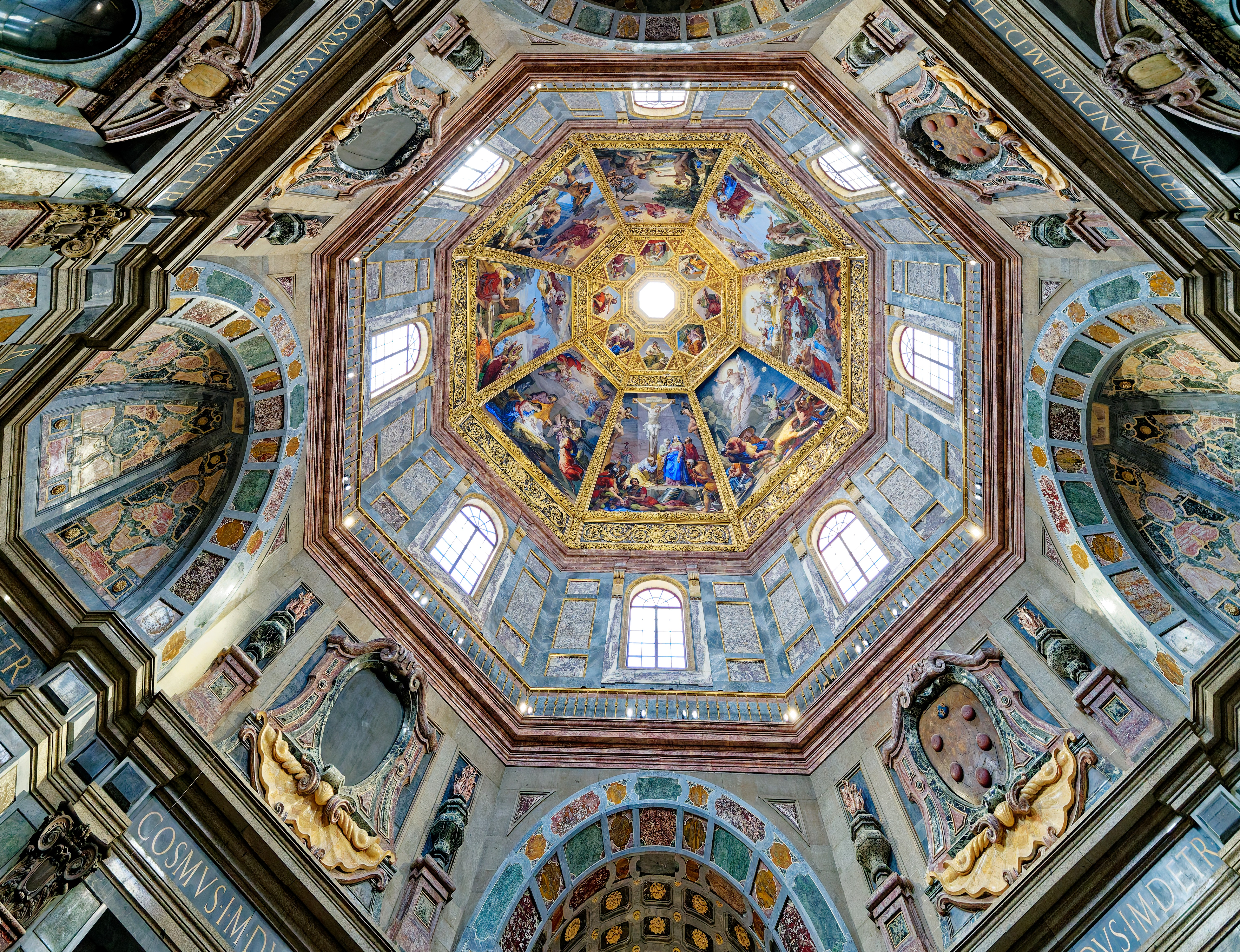
Blick hoch zur Kuppel der Fürstenkapelle

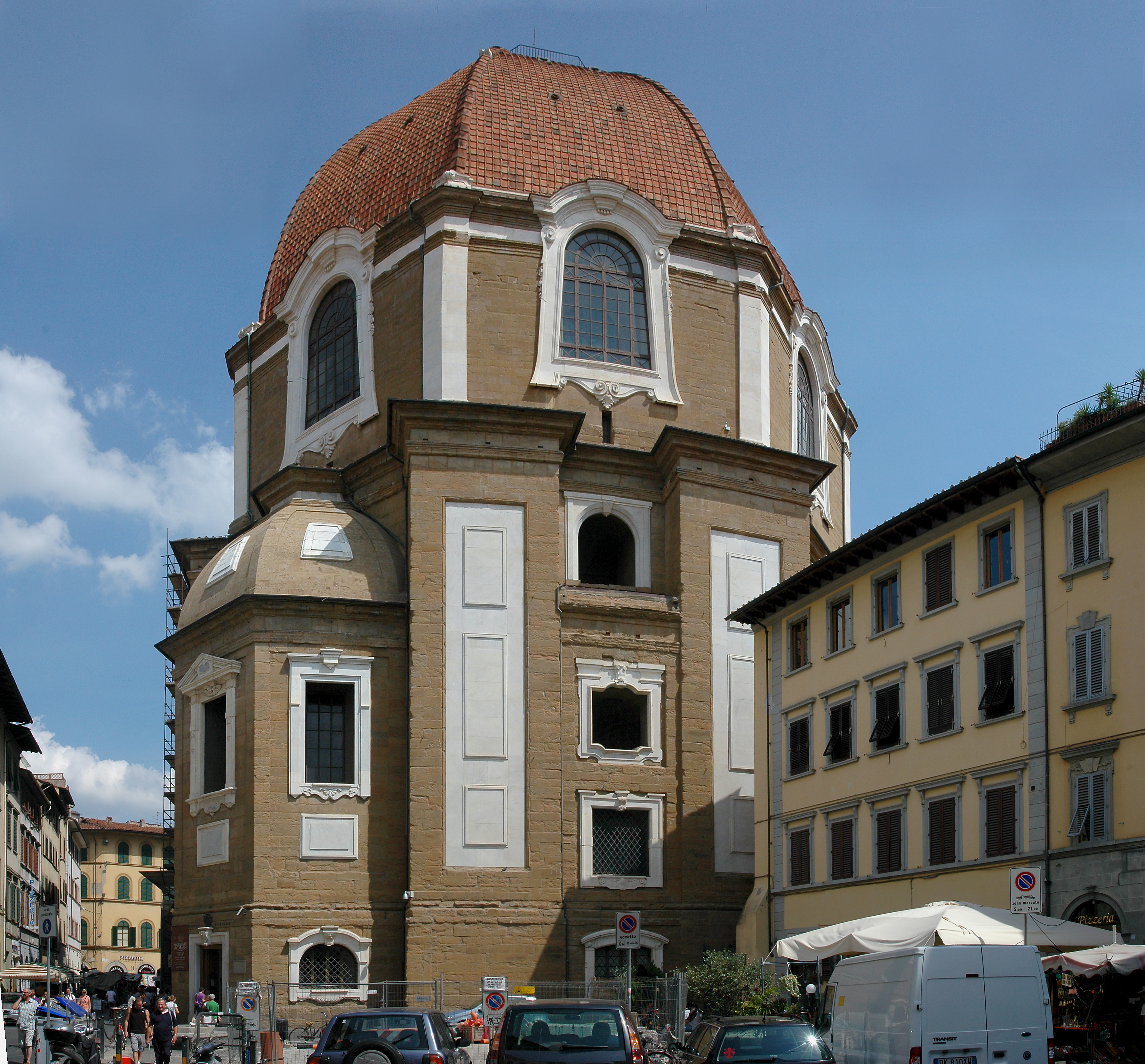
Die Cappella dei Principi von außen

### Fürstenkapelle
Im Gegensatz zu den beiden zuvor gebauten, nahezu gleich großen, Sakristeien der Medici überragt die barocke, zu Beginn des 17. Jahrhunderts begonnene Cappella dei Principi von Matteo Nigetti und Bernardo Buontalenti mit ihrer Kuppel die gesamte Anlage, an die sie sich westlich des Chores anschließt. Sie stammt aus der Zeit nach der Erhebung der Medici in den Großherzogsstand. Die Ausstattung in Marmorintarsien (in pietra dura) gilt als Meisterwerk der Florentiner Steinschneiderschule Opificio delle Pietre Dure.
Die Fürstenkapelle ist die Grablege jener späteren Angehörigen der Familie, die in der alten und der neuen Sakristei der Basilika keinen Platz mehr fanden. Zudem sind fast fünfzig weniger bedeutende Familienmitglieder in der Krypta begraben.

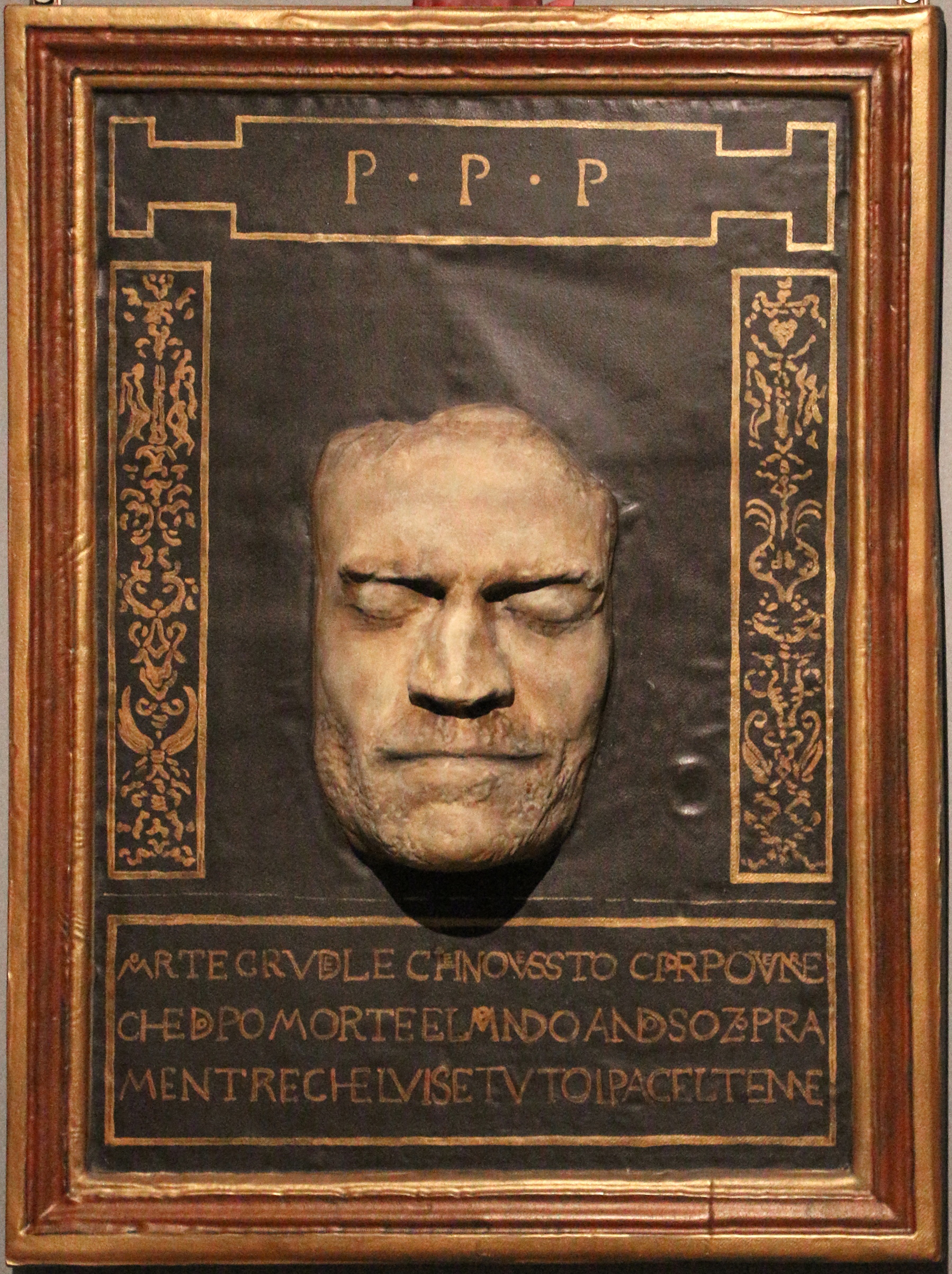
Totenmaske Lorenzo de’ Medicis in der Schatzkammer

## Grabmonumente
- Bernardo Cennini (südliches Querschiff)
- Donatello (nördliches Querschiff)
- Francesco Landini (Südflügel)
- Niccolò Martelli (nördliches Querschiff)
- Cosimo de’ Medici (vor dem Hochaltar)
- Cosimo I. (Cappella dei Principi)
- Cosimo II. (Cappella dei Principi)
- Cosimo III. (Cappella dei Principi)
- Ferdinando I. (Cappella dei Principi)
- Ferdinando II. (Cappella dei Principi)
- Ferdinando III. (Krypta)
- Anna Maria Luisa de’ Medici (Krypta)[13]
- Francesco I. (Cappella dei Principi)
- Giovanni di Bicci de’ Medici (Sagrestia Vecchia)
- Giovanni di Cosimo de’ Medici (Sagrestia Vecchia)
- Giovanni de’ Medici (Papst Leo X.) (Sagrestia Vecchia)
- Giuliano di Piero de’ Medici (Sagrestia Nuova)
- Giuliano di Lorenzo de’ Medici (Sagrestia Nuova)
- Lorenzo il Magnifico (Sagrestia Nuova)
- Lorenzo di Piero de’ Medici (Sagrestia Nuova)
- Piero di Cosimo de’ Medici (Sagrestia Vecchia)
- Piero di Lorenzo de’ Medici (Sagrestia Vecchia)
- Niels Stensen

## Orgeln
In der Basilika gibt es drei Orgeln. Die Hauptorgel wurde 1864–1865 von den Orgelbauern Fratelli Serassi (Bergamo) erbaut. Das Instrument hat 35 Register auf drei Manualen und Pedal. Die Trakturen sind mechanisch.
| I Echowerk       |       |     |
| Principale       | (B/D) | 8′  |
| Ottava           | (B/D) | 4′  |
| Quintadecima     |       | 2′  |
| Due di Ripieno   |       |     |
| Viola            | (B)   | 8′  |
| Flauto a Camino  | (D)   | 8′  |
| Flauto in Ottava | (B)   | 4′  |
| Arpone           | (B)   | 8′  |
| Clarino          | (D)   | 16′ |
| Violoncello      | (B/D) | 8′  |
| Corna Musa       | (D)   | 8′  |
| Voce Umana       | (D)   | 8′  |

| II Hauptwerk       |       |       |
| Principale I       | (B/D) | 16′   |
| Principale II      | (B/D) | 8′    |
| Principale III     | (B/D) | 8′    |
| Ottava I           | (B/D) | 4′    |
| Ottava II          |       | 4′    |
| Duodecima          |       | 2 ⁄3′ |
| Quintadecima       | (B/D) | 2′    |
| Due di Ripieno     |       |       |
| Quattro di Ripieno |       |       |
| Terza Mano         |       |       |

| III Schwellwerk |     |     |
| Ottava          | (B) | 4′  |
| Zampogna        | (S) | 4′  |
| Viola           | (B) | 4′  |
| Violetta        | (D) | 8′  |
| Voce Flebile    | (D) | 8′  |
| Cromorno        | (B) | 8′  |
| Oboe            | (D) | 16′ |
| Tremolo         |     |     |

| Pedalwerk    |     |
| Contrabbasso | 16′ |
| Basso        | 8′  |
| Violone      | 8′  |
| Bombarda     | 16′ |
| Trombone     | 8′  |
| Timballo     |     |